# Aranypenész
Az aranypenész (Hypomyces chrysospermus) a Hypocreaceae családba tartozó, tinóruféléken élősködő tömlősgombafaj.

## Megjelenése
Az aranypenész a tinóruféle gombák termőtestjeit támadja meg. A fertőzés külső jeleként a tinóru termőfelületén fehér, vattaszerű bevonat jelenik meg, amely gyorsan az egész gombát belepi, és amely idővel porzó aranysárgára, majd vörösbarnára változik. A tinóru eközben fokozatosan megpuhul és összeroskad. Az utolsó fázis ritkán feltűnő, mert a tinóru ekkorra már többnyire teljesen szétesett. 
Az aranypenész a három fejlődési stádiumában más-más spórákat termel. Az első, fehér stádiumban spórája ovális alakú, sima felületű, mérete 10-30 x 5-12 µm. A sárgában a spóra kerek, vastag falú, szemölcsös felszínű, mérete 10-25 µm. Ezek a spórák aszexuálisak. A végső stádiumban a szexuális spóra orsó alakú, 25-30 x 5-6 µm-es.

## Elterjedése és életmódja
Világszerte előforduló faj, Eurázsiában, Észak-Amerikában és Nyugat-Ausztrália délnyugati részén egyaránt megtalálható. Magyarországon gyakori. Főleg a Xerocomellus és Xerocomus nemzetség fajainak termőtesteit fertőzi meg, de megtámadhatja a Paxillus és Rhizopogon nemzetségbe tartozó fajokat is.
Nem ehető; lehet hogy mérgező is. Léteznek olyan rokonai, amelyek más gombákat fertőzve javítanak annak gasztronómiai értékén - mint az észak-amerikai homárgomba (Hypomyces lactifluorum) -, de az aranypenész nem tartozik ezek közé, a megtámadott tinórut ehetetlenné teszi.

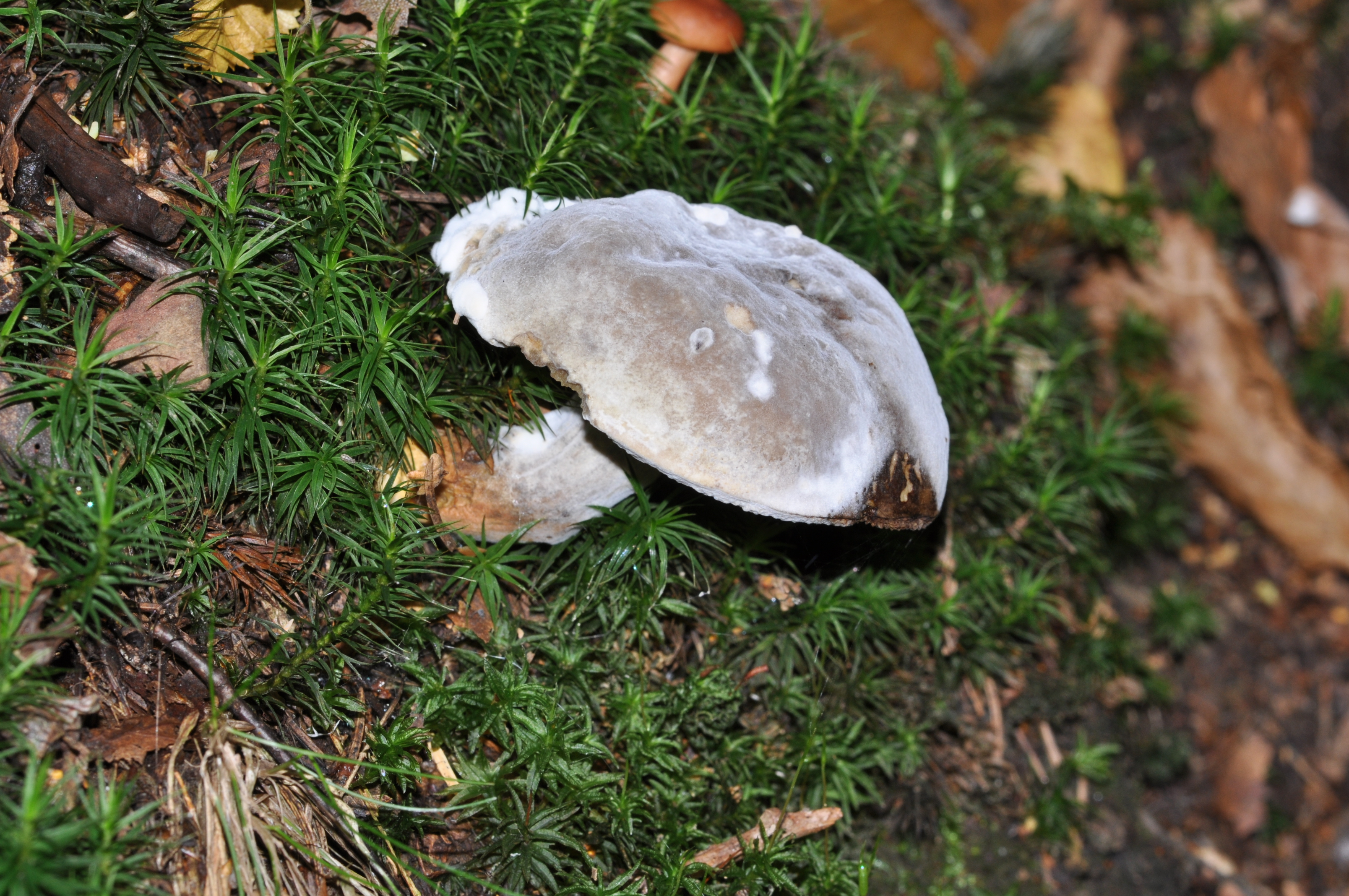
Aranypenész által megtámadott gomba a fehér stádiumban
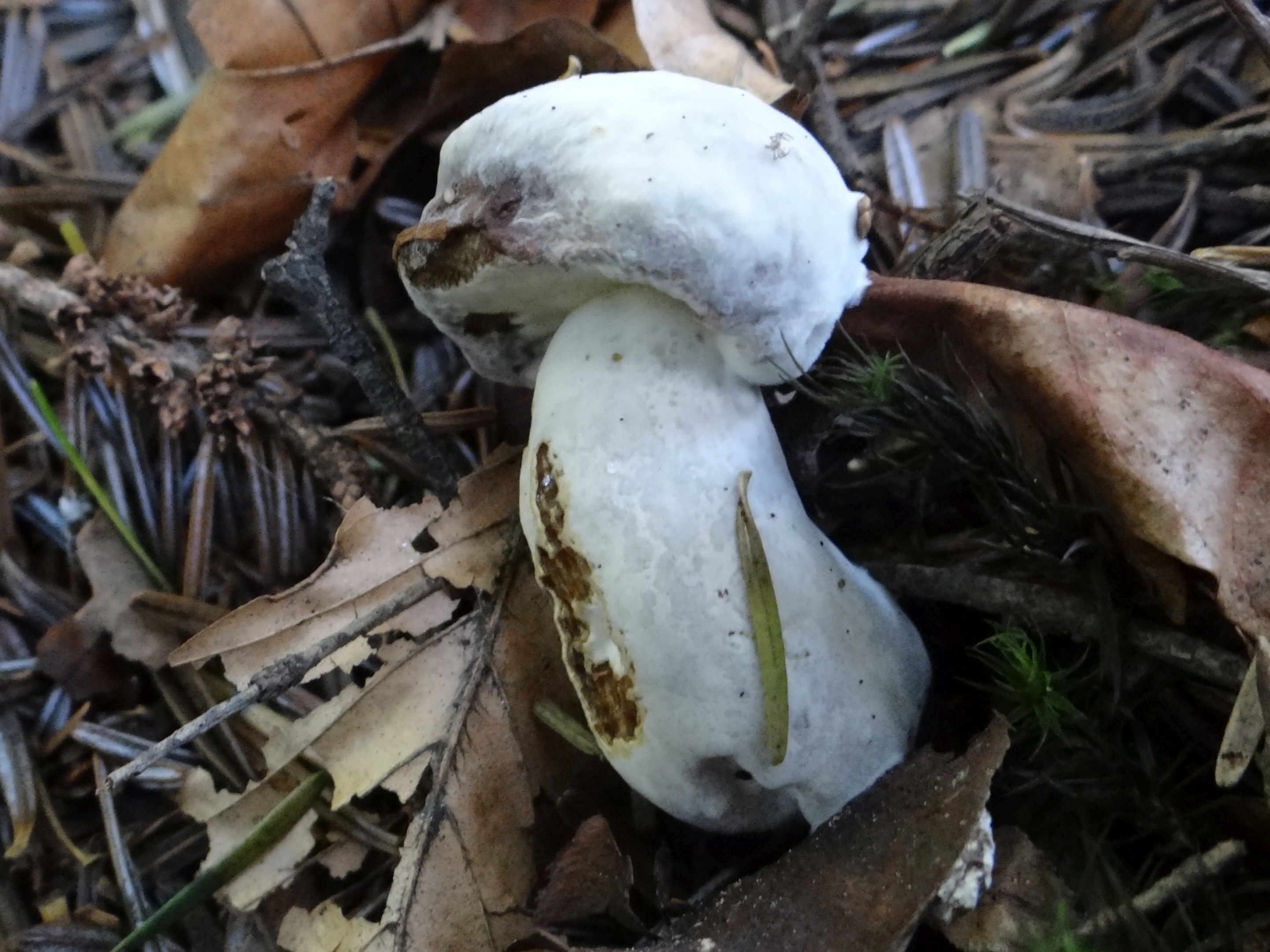
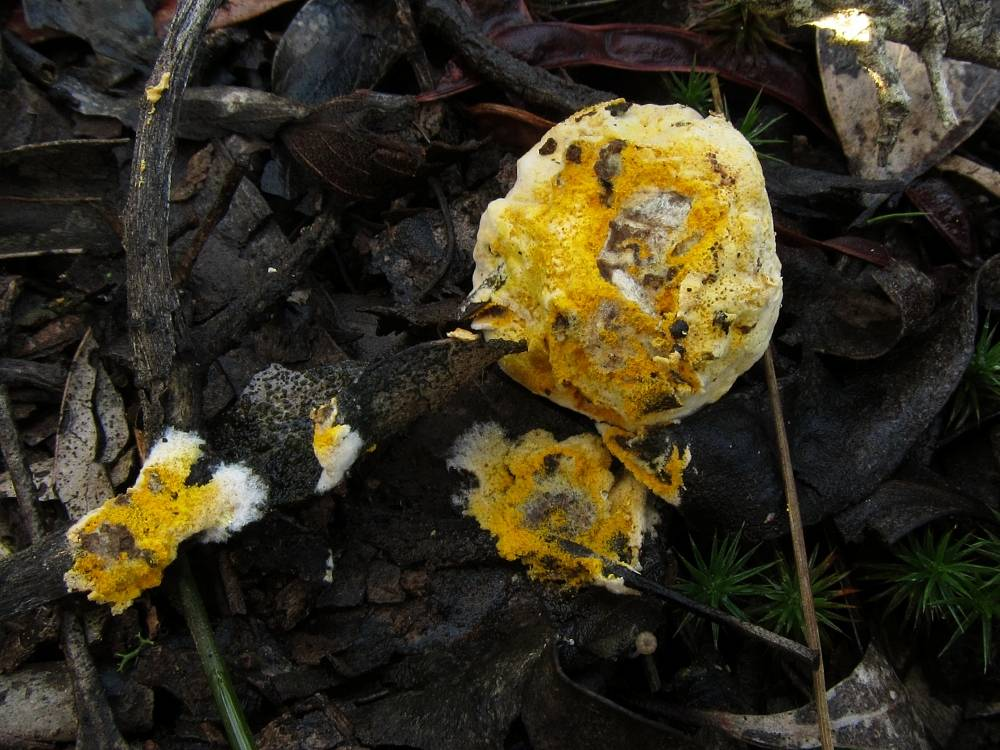
A sárga stádium
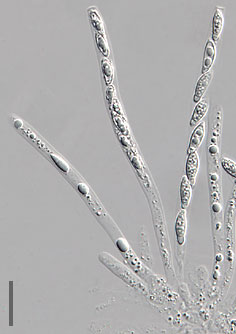
Tömlői és spórái mikroszkóp alatt